# Queda de baleias

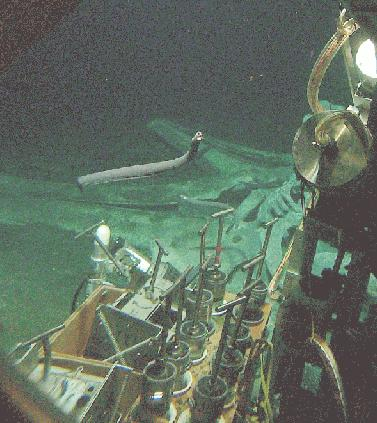
Coleta de dados de uma carcaça de uma baleia cinzenta

A queda de baleia (whale fall), também referido na literatura como carcaça de baleia, é o fenômeno que ocorre quando uma carcaça de baleia afunda e chega ao fundo dos oceanos, a zonas de profundidades superiores a 1 000 metros, zona batipelágica, abissal ou hadal. Estas regiões são caracterizadas por um teor muito reduzido de matéria orgânica e ausência de luz. Quando surge uma carcaça de baleia esta representa uma fonte de alimento dando origem a um ecossistema complexo e sustentável durante décadas.
Os primeiros registos deste acontecimento datam de 1970 com o início da exploração do fundo dos oceanos utilizando ROVs, (veículo submarino operado remotamente) que possibilita o acesso ao estudo destes ambientes profundos fornecendo conhecimento acerca da sua biodiversidade, habitats e sucessão ecológica. Sendo o mar profundo um ambiente pobre em fontes de alimento, e as carcaças de baleias grandes fontes de matéria orgânica, estas funcionam como um hot spot biológico, atraindo variadas espécies e permitindo o rápido crescimento das populações. Este fator ligado ao ainda reduzido conhecimento destes ambientes profundos tem levado à descoberta de novas espécies até então desconhecidas.

## Causas de Morte das Baleias
Baleias de grandes dimensões, representadas pela maioria dos Mysticeti e os cachalotes, podem ter uma expectativa de vida de 80-90 anos dependendo da espécie, em casos extremos podem chegar aos 200 anos de idade (baleia-da-groenlândia).  Além da morte devido à idade elevada, existem outras causas naturais, como predadores, principalmente Orcas. Na Argentina, ataques de gaivotões (Larus dominicanus) causam mortalidade elevada de em baleias-francas-austrais. Necrópsias de baleias encalhadas em praias revelaram outras possíveis fatores, entre elas a acumulação de biotoxinas, doenças infecciosas, desnutrição, parasitas (p. ex. Crassicauda boopis) ou vírus (p. ex. Cetacean morbillivirus).

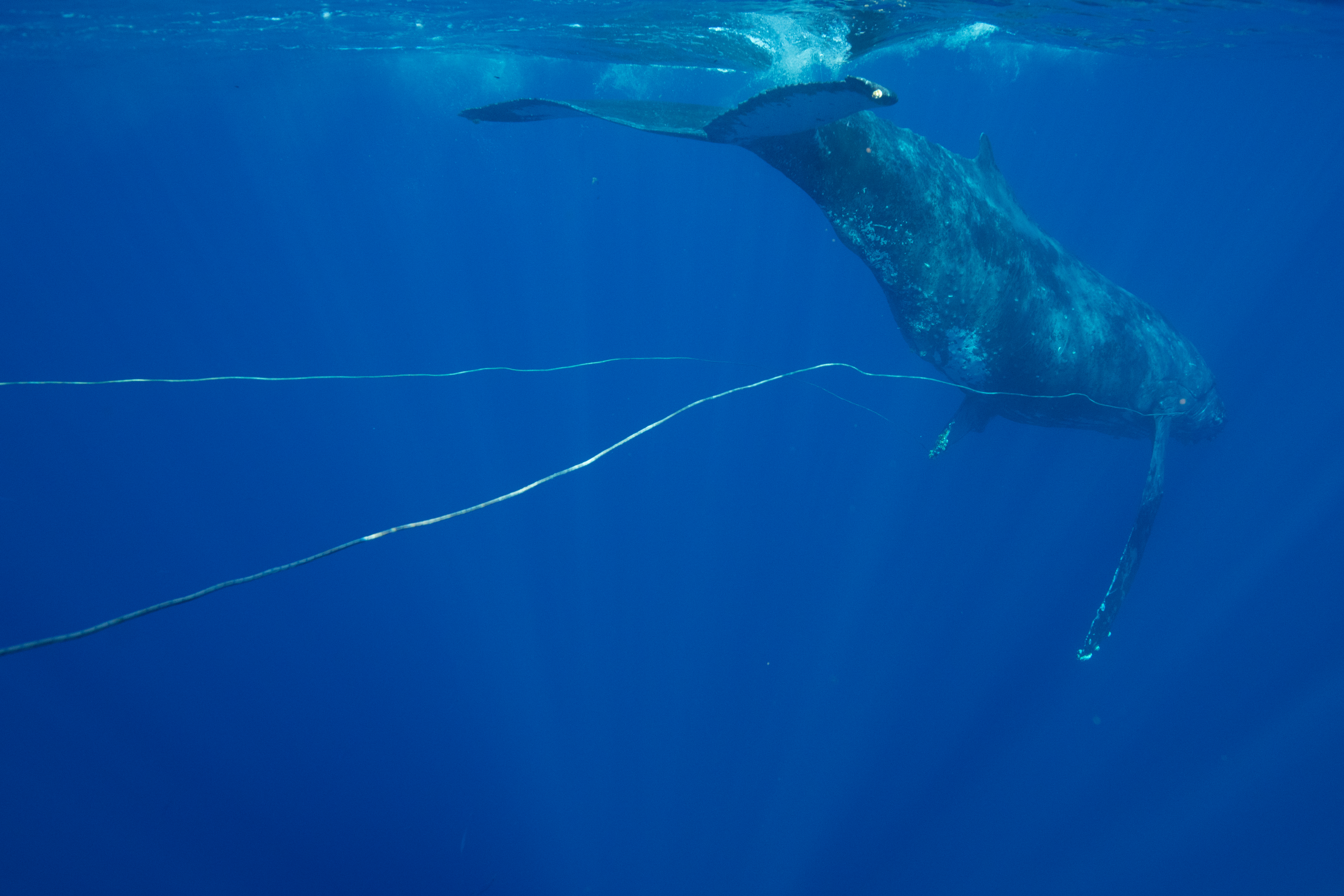
Baleia de bossas enmalhado numa rede fantasma, Hawaii

No entanto, uma grande parte das mortes de grandes cetáceos são induzidas antropogenicamente. A caça de baleias foi dizimando os números dos animais nos últimos 200 anos até níveis preocupantes. Desde a proteção de baleias pela Comissão Baleeira Internacional, algumas populações conseguiram recuperar. Hoje em dia, o elevado impacto do homem no meio marinho, traz novos fatores, ameaçando as baleias de forma direta ou indireta. Colisões com navios raramente são reportadas, mas causam ferimentos letais com elevada frequência. De forma indireta, a atividade humana têm aumentado as mortes de baleias devido ás muitas formas de poluição: redes fantasma podem causar emalhamento, terminando em amputações ou até no afogamento dos animais. Quantidades crescentes de plástico e outras formas de lixo no mar (detrito marinho) aumentam a probabilidade de ingestão e acumulação nos intestinos dos animais. Também poluentes químicos têm sido detectados frequentemente como prováveis causas de doenças e mortes em baleias. Um fator perturbador menos óbvio mas essencial é a poluição sonora. O ouvido representa o sentido mais importante nos cetáceos, sendo indispensável para a realização de funções de vida básicas como alimentação, migração e comunicação. Repetidamente encontram-se arrojamentos de cetáceos mortos em massa, logo a seguir a zonas de atividades sonoras intensas como zonas de teste de sonares militares.

## Pós-Morte

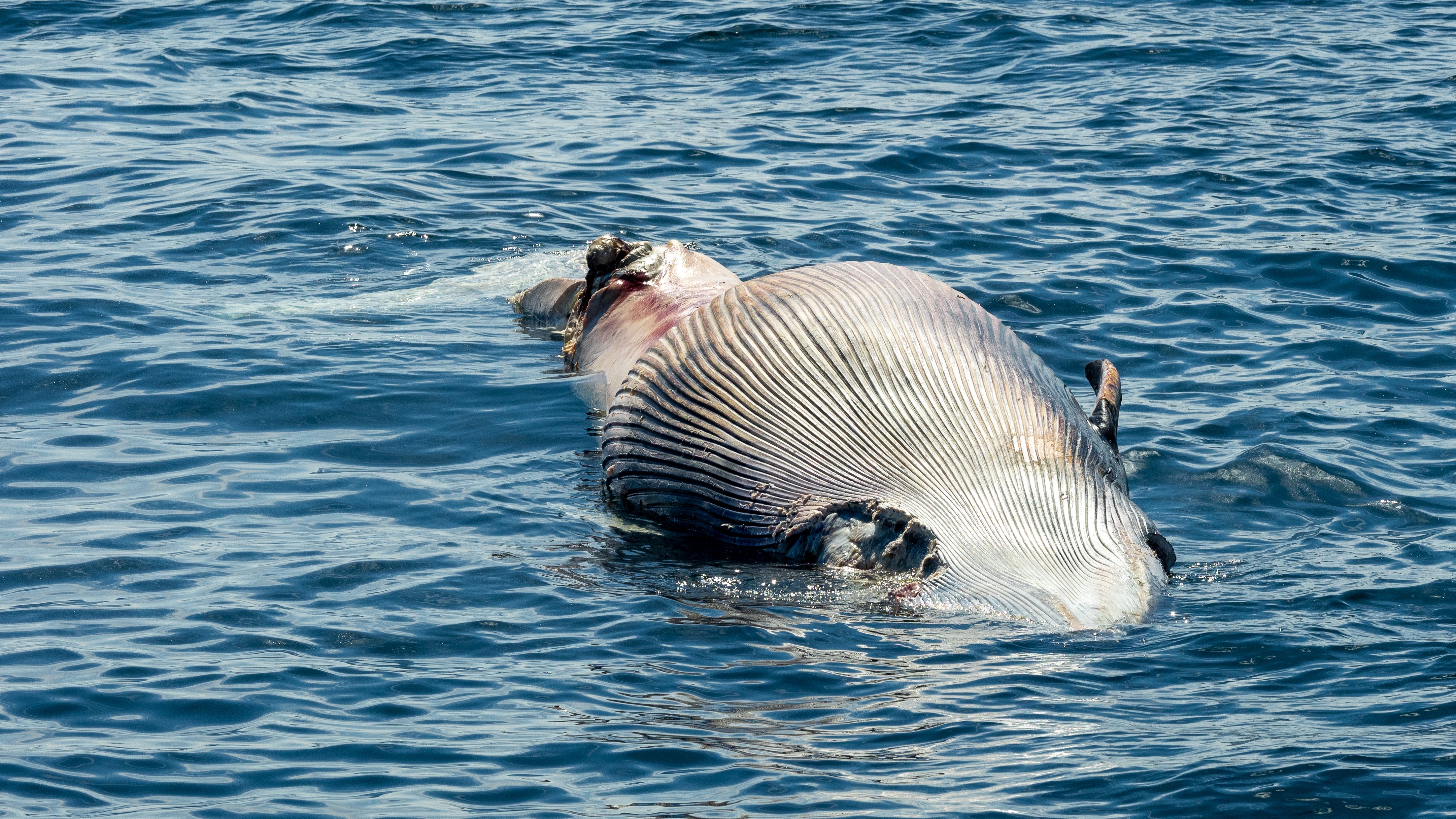
Baleia morta flutuando na superficie do oceano

Carcaças de baleias podem ser encontradas em terra (principalmente em praias), flutuando à superfície do mar, ou no fundo do oceano. O que acontece logo a seguir à morte de uma baleia depende de vários fatores, entre eles o local e a forma da morte. Uma determinante crucial é a flutuabilidade do animal. Se a carcaça tem  densidade menor que a água do mar, vai se manter a flutuar à superfície (flutuabilidade negativa, atraindo predadores necrófagos como tubarões e aves marinhas (p. ex. petrel-gigante, Macronectes spp). Além do tamanho e peso do animal, a densidade e a flutuabilidade dependem da condição corporal do animal e do teor de gordura. Esses parâmetros variam entre espécies. Baleias de grandes dimensões como baleias azuis e comuns são mais prováveis de se afundarem rapidamente. Animais mais compactos como baleias de bossas, cachalotes e baleias francas têm tendência de flutuar, sendo uma característica já observada pelos baleeiros, causando uma preferência por estas espécies. Ao longo do tempo, a decomposição crescente do animal causa produção de gases, que contribuem para manter e aumentar a sua flutuabilidade. Mesmo assim, estudos sugerem uma taxa de afundamento de 90% de carcaças por causa da desnutrição da maioria das baleias que morrem devido a causas naturais.

## Funcionamento do ecossistema
Ao chegar ao fundo dos oceanos a carcaça começa rapidamente a ser consumida, no entanto à medida que esta vai sendo consumida o tipo de tecidos disponíveis para consumo ao longo do tempo vai se alterando, assim os cientistas identificaram 3 etapas de sucessão biológica com a possibilidade da existência de uma 4 etapa ainda em debate.

### 1ª Etapa

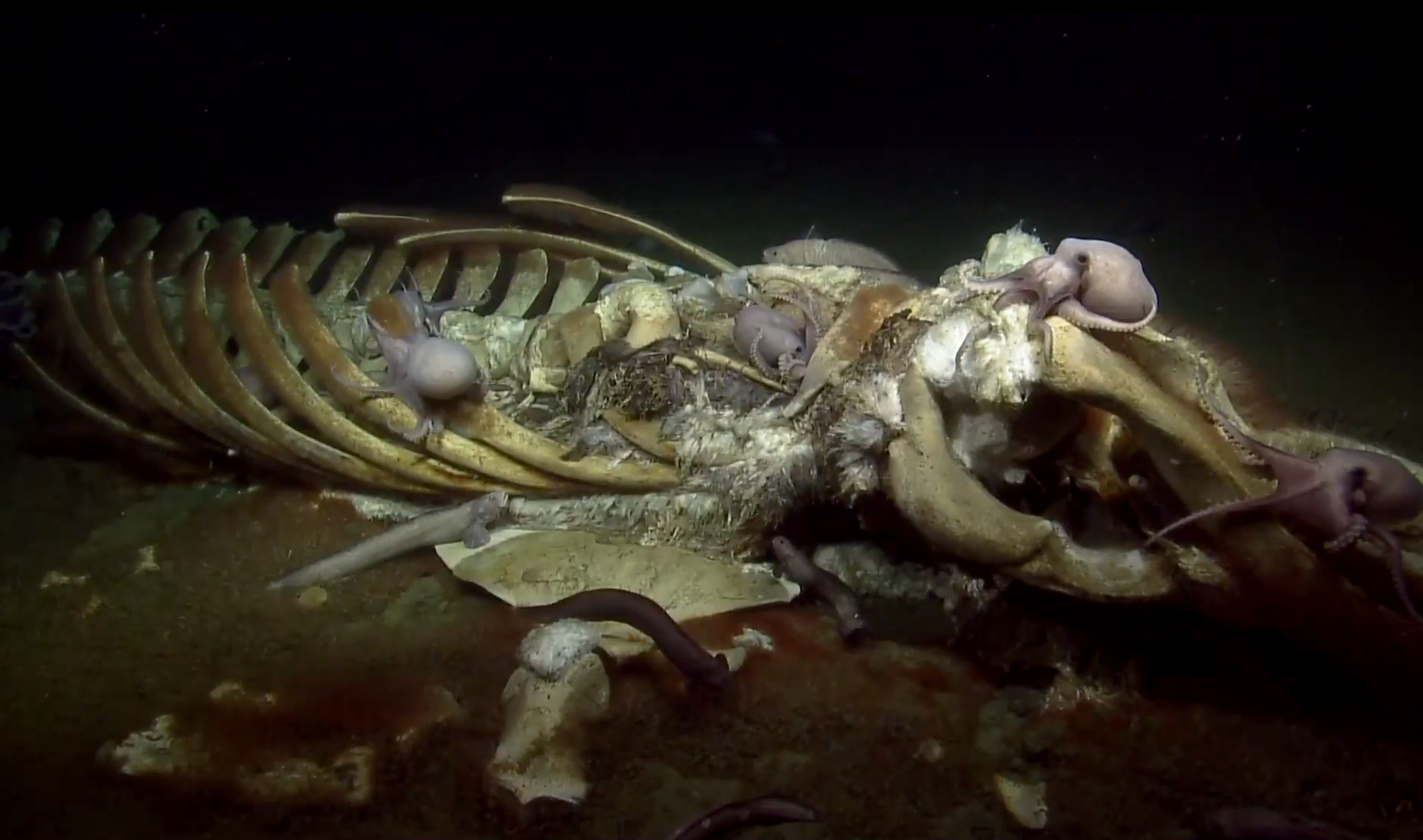
Um banquete de uma queda de baleia, gravado em no monte submarino Davidson, California, US

A primeira etapa começa assim que a carcaça chega ao fundo marinho, devido à existência de uma grande quantidade de tecidos moles - gordura, músculo e órgãos internos- esta é rapidamente povoada por necrófagos que se alimentam destes mesmos tecidos, podendo consumir entre 40 a 60 kg por dia e dependendo do tamanho da carcaça podendo durar até 2 anos.
Espécies :
- tubarões de profundidade, Somniosus pacificus
- peixe-bruxa, Eptatretus deani
- Myxinas, Myxine circifrons
- Anfípodes

### 2ª Etapa
A segunda etapa tem início logo após o consumo da maioria dos tecidos moles e perda de interesse por parte dos grandes necrófagos que caracterizam a 1ª etapa, dando lugar ao surgimento de espécies oportunistas que se alimentam dos restos de gorduras e de outros tecidos moles deixados  para trás, esta etapa pode durar até 2 anos e caracterizada por uma baixa biodiversidade mas grande densidade de indivíduos.
Espécies:
- Poliquetas
- Crustáceos

### 3ª Etapa
Esta etapa é a mais longa e começa após o consumo total dos tecidos moles. É denominada por etapa sulfolítica transformando-se este num ecossistema quimiossintético sendo que o esqueleto passa a ser colonizado por bactérias especializadas na degradação dos lípidos neles contidos. Estes microrganismos utilizam sulfato (SO4) como fonte de Oxigénio e excretam sulfureto de hidrogénio (H2S), gás que embora tóxico para a maioria das espécies serve como fonte de energia por certas bactérias quimiossintéticas que utilizam o oxigénio dissolvido na água do mar para oxidar o sulfureto de hidrogénio e em conjunto com a água e dióxido de carbono formarem os hidratos de carbono necessários para o seu desenvolvimento.

### 4ª Etapa
A 4ª etapa ainda está em debate mas alguns cientistas justificam que quando todos os compostos orgânico são consumidos e apenas restam os minerais nos ossos estas estruturas podem servir como substrato duro para a fixação de algumas espécies de filtradores.

## História
A ocorrência de fenómenos de quedas de baleias será tão antigo como a existência de baleias em si, ocorrendo de forma heterogénea pelo oceano e ao longo do tempo, com concentrações mais elevadas perto das rotas de migração.O primeiro registo de uma observação de uma carcaça de baleia no fundo marinho data de 19 de Fevereiro de 1977 e foi efetuada pela Marinha Americana através de um mergulho a bordo do batiscafo Trieste II. Esta carcaça encontrava-se já sem tecidos moles, tendo através de uma amostra de osso do maxilar sido identificada como uma baleia cinzenta.
Sendo que a primeira vez que foram detetados organismos quimiossintéticos a residir no interior dos ossos, em zonas anaeróbicas, foi efectuada pelo oceanógrafo da Universidade do Havaí Craig Smith em 1987, num mergulho efetuado pelo submersível Alvin (DSV-2) a uma profundidade de 1 240 metros  na Bacia da ilha Catalina, no Oceano Pacífico ao largo da costa da Califórnia, sendo recolhidas as primeiras evidências fotográficas e amostras biológicas destes ecossistemas únicos.
Quedas de baleias têm sido descobertas de forma natural, explorando o fundo marinho e encontrando carcaças por coincidência ou também iniciados por cientístas de forma experimental, afundando carcaças artificialmente para poder estudar este ecossistema temporal excepcional.

## Impacto humano

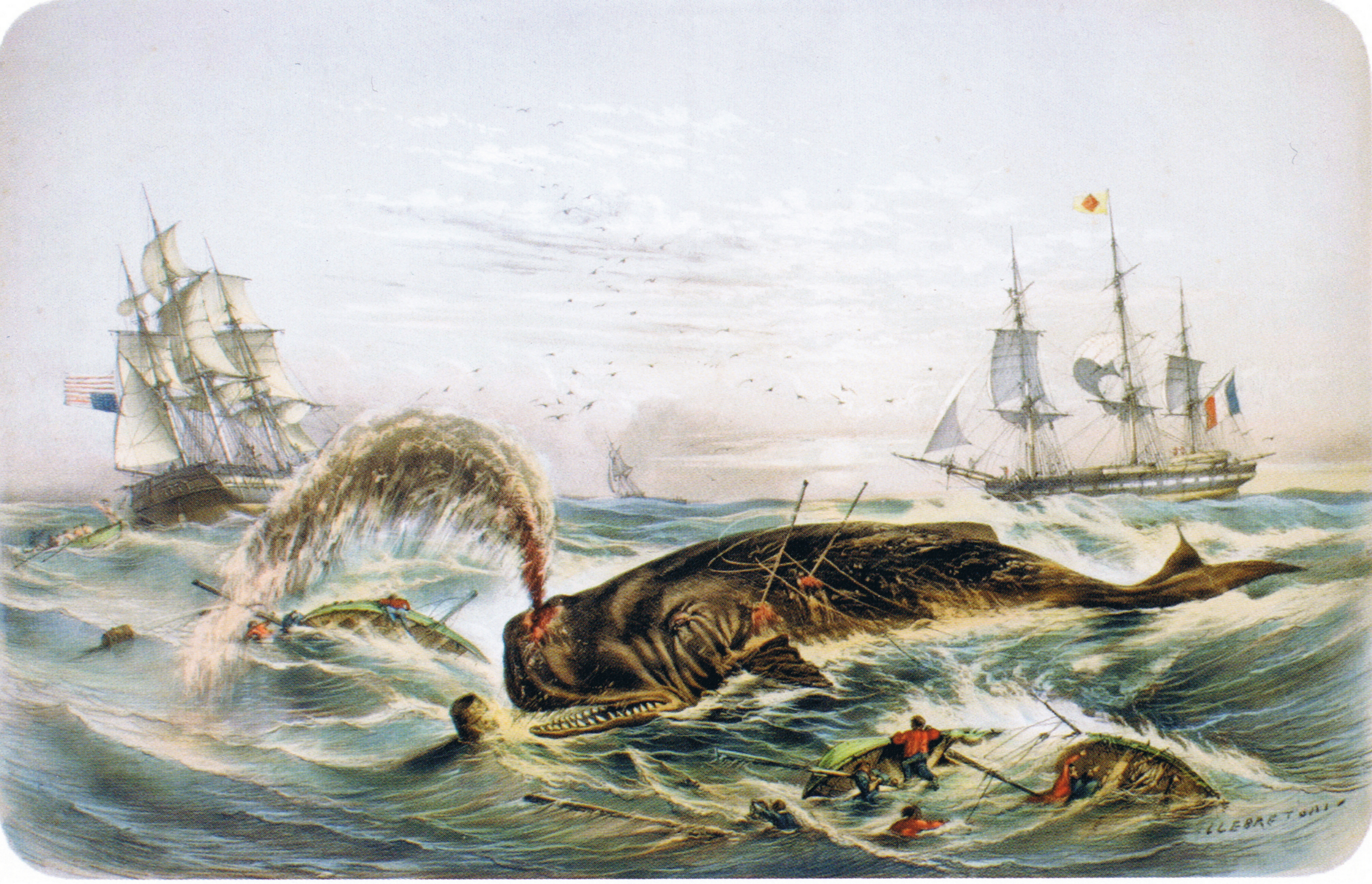
Caça de chachalote na costa mexicana

A baleação intensa dos últimos dois séculos leva à suposição de ter impactos no mar profundo, quer por reduções de biomassa ou até extinções de espécies. Por falta de alimento em forma de carcaças de baleias num ecossistema com animais tão especializados, é imaginável uma redução do biota original, sendo as espécies mais generalistas. A coleção de dados começou apenas em 1977, por isso as possíveis extinções causadas pelo homem limitam-se a especulações. Mesmo assim, com as recuperações do número de baleias espera-se no futuro uma resposta positiva com o aumento da fauna no fundo do mar.